# من هنوز ایمان دارم (ترانه جرمی کمپ)
«من هنوز ایمان دارم» تک‌آهنگی از هنرمند اهل ایالات متحده آمریکا جرمی کمپ است.
این تک‌آهنگ در چارت‌های، جزو ده ترانه اول قرار گرفت.

## چارت‌ها
| چارت (۲۰۰۳)                      | بالاترین رتبه |
| -------------------------------- | ------------- |
| US Christian AC (بیلبورد (مجله)) | ۶             |
| Christian Airplay                | ۵             |
| Christian Songs                  | ۵             |